# سیروس فرزانه
سیروس فرزانه (۱۳۰۶ تهران -) سیاستمدار و آجودان کشوری شاه، معاون امیرعباس هویدا و سرپرست سازمان جلب سیاحان بود.
سیروس فرزانه در سال ۱۳۰۶ در تهران به دنیا آمد. او دارای دیپلم فنی بود و پس از اخذ دیپلم وارد دستگاه‌های دولتی شد. از سمت هیا او می‌توان مدیر کل فرودگاه مهر آباد، معاون وزارت راه، معاون تشریفات دربار شاهنشاهی، آجودان کشوری شاه معاون امیرعباس هویدا و سرپرست سازمان جلب سیاحان در کابینهٔ سوم امیرعباس هویدا (۲۸ شهریور ۱۳۵۰ تا ۱ مهر ۱۳۵۴) بر عهده داشت. فرزانه در سال ۱۳۵۵ به علت بیماری قلبی بازنشسته شد.